# 노르망디-네만
노르망디-네만 전투기 연대(Régiment de Chasse Normandie-Niémen, Нормандия-Неман)는 1942년부터 설립된 프랑스 공군의 전투기 부대이다. 동부 전선에서 제1항공육군과 함께 참전한 이 부대는 동부 전선에서 싸운 3개의 서구 연합군 부대 중 하나이자 종전까지 소련군과 함께 싸운 유일한 서구 연합군의 부대로 유명하다.
초기에 자유 프랑스 공군의 제3전투기단은 샤를 드 골의 제안으로 소련군을 지원하기 위해 동부 전선에 자유 프랑스 비행사들로 구성된 군대였다. 샤를 드 골은 모든 전선에서 프랑스군이 복무하는 것이 중요하다고 여겼다. 장 투라네가 처음 지휘를 맡았으며, 노르망디-네만은 1942년부터 1945년 5월 9일까지 소련과 함께 3개의 전역에서 참여했다. 노르망디-네만에 속한 조종사들은 273대의 적기를 격추했고, 자유 프랑스와 소련 정부는 양 정부 모두 레지옹 도뇌르와 적기훈장 등을 비롯하여 여러 훈장을 주었다. 이오시프 스탈린은 빌뉴스 공세에 참전한 것을 기려 네만강의 이름을 따 네만이라는 명칭을 줬다.
노르망디-네만은 제2차 세계 대전이 끝난 이후에도 제1차 인도차이나 전쟁 및 알제리 전쟁에 참전했다. 1962년 알제리 전쟁이 끝날 무렵, 노르망디-네만은 샤스 2/30 노르망디-네만 편대(프랑스어: Escadron de Chasse 2/30 Normandie-Niémen)으로 이름을 변경했다. 2005년 노르망디-네만 편대는 다소 미라주 F1을 지급받았고, 2009년에는 본부 역시 마르세유에서 콜로넬 디오 구역으로 이동했다. 2011년에는 2/30 노르망디-네만 전투기 편대(프랑스어: Escadron de Chasse 2/30 Normandie-Niemen)으로 다시 이름이 변경되었으며, 주요 전투기도 다소 라팔 C로 변경되었고 본부 역시 몽드마르상 공군기지로 이전했다..

## 같이 보기
- 몽골 아라트 편대
- 영국 공군 제151편대
- 영국 공군 제18연대
- 제112 "혁명 몽골" 전차여단